# Tramain
Tramain (tiếng Breton: Tremaen, Gallo: Tramaen) là một xã của tỉnh Côtes-d'Armor, thuộc vùng Bretagne, tây bắc Pháp.

## Dân số
Người dân ở Tramain được gọi là Traminois.